# 海岸居
海岸居是一個位於廣東省惠州市惠東縣稔山鎮亞婆角片區環大亞灣公路旁的已清拆樓盤，共有11幢，每棟樓高18至20層，共2500個單位。
海岸居屬於小產權房，是指在農村集體土地興建的房屋，只能由村民之間互相轉讓。
2018年4月，興建中的海岸居因違法興建而被清拆。有約80名買入海岸居的香港市民亦受影響。